# Freescale Semiconductor
Freescale Semiconductor, Inc. — американская компания, занимающаяся производством полупроводниковых компонентов. Это одна из первых компаний в этом секторе, появившаяся в 1949 году как подразделение Моторолы. В 2004 году сектор разработки и производства полупроводниковых приборов
компании («Motorola Semiconductor») был выделен в отдельную компанию. Freescale занимается производством полупроводниковых компонентов для автомобилей, встраиваемых систем, а также для коммуникационного оборудования. Freescale входит в мировую двадцатку крупнейших поставщиков полупроводниковых компонентов.
В 2006 году компания была куплена консорциумом, возглавляемым Blackstone Group LP, что стало крупнейшей частной покупкой технологической компании и вошло в десятку самых крупных сделок в мире.
В марте 2015 года компания NXP Semiconductors объявила о приобретении компании Freescale Semiconductor. Объединение NXP и Freescale в единую компанию создаст четвёртого по величине производителя процессоров и прочей сложной микроэлектроники на планете, с общей стоимостью активов, достигающей 40 млрд долларов США.

## Продукты

### Автомобильная промышленность
Подразделение микроконтроллерных решений MSG — крупнейшая часть Freescale и крупнейший мировой поставщик полупроводниковых компонентов для автомобильной промышленности. Электроника применяется для достижения максимальной эффективности и снижения выбросов в двигателях современных автомобилей. Микроконтроллеры Freescale используются в таких системах безопасности, как антиблокировка тормозов и подушки безопасности. Freescale также поставляет интегрированные датчики акселерометров и давления.
Freescale совместно с McLaren Electronic Systems участвует в разработке системы KERS для МакЛареновских машин Formula One.

## Другие подразделения
Кроме MSG, в Freescale входят NMG (Сети и мультимедиа) и RASG (Радиопередача, аналоговые устройства и сенсоры). Компания выпускает микропроцессоры архитектуры DragonBall, ColdFire, PowerPC, QorIQ, а также сигнальные процессоры на платформе StarCore.
В 2009 компания представила повышающий конвертер для солнечных элементов.